# Экономика Бутана
Экономика Бутана основана на сельском хозяйстве и лесоводстве, которые обеспечивают основные средства к существованию для более чем 60 % населения. Сельское хозяйство состоит в значительной степени из натурального хозяйства и животноводства. Крутые горы доминируют над ландшафтом и делают строительство дорог и другой инфраструктуры трудным и дорогим. Экономика сильно ориентирована на Индию посредством торговли и кредитно-денежных отношений, зависящих от финансовой помощи со стороны Индии. Индустриальный сектор является технологически отсталым, производство по большей части надомного типа. Большинство развиваемых проектов, таких как дорожное строительство зависит от индийских мигрантов. Образцовое образование, социальное программы и программы окружающей среды реализуются при поддержке многопрофильных организаций развития. Каждая экономическая программа составляется с учётом стремления правительства защитить окружающую среду страны и культурные традиции. Например, правительство, постепенно расширяя туристический сектор, поощряет посещение страны высококлассными, экологически добросовестными туристами. Жёсткий контроль и неопределённая политика в таких областях, как промышленное лицензирование, торговля, рабочая сила и финансы, продолжают препятствовать иностранным инвестициям. Экспорт гидроэлектроэнергии в Индию (см. Тала) поддержал развитие экономики Бутана, даже при том, что ВВП упал в 2008 в результате замедления развития в Индии, торговля с которой преобладает во внешней торговле Бутана.

## Описание

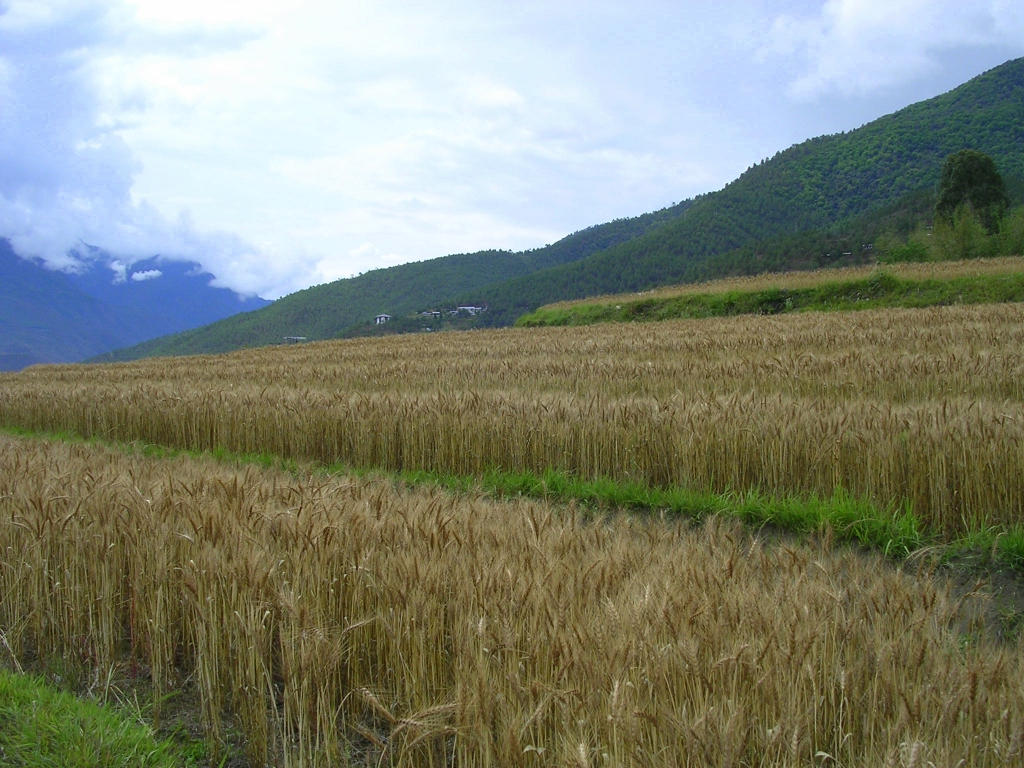
Террасное земледелие в долине Пунакха, дзонгхаг Пунакха, Бутан

Бутан — слаборазвитое аграрное государство. Для более чем 80 % населения сельское и лесное хозяйство является главным источником доходов. Кроме того, правительство активно заботится об охране окружающей среды (половина территории Бутана объявлена национальными парками, в которых, например, запрещена охота), по этой причине развитие промышленности не входит в планы бутанских властей. В королевстве практически отсутствуют крупные промышленные предприятия. Есть несколько предприятий деревообрабатывающей и пищевой промышленности (в том числе по лицензии выпускается Кока-кола). Главным экспортным товаром является экологический рис, фрукты и электроэнергия, вырабатываемая гидроэлектростанциями. В основном, товары из Бутана направляются в Индию, на долю которой приходится 87,9 % экспорта. Товары из Индии составляют 71,3 % импорта. Торговых отношений с Китаем практически нет, несмотря на то, что Бутан граничит с Тибетом.
Денежная единица — нгултрум. Курс привязан к индийской рупии, которая также объявлена легальным платёжным средством на всей территории Бутана. По курсу на 14 ноября 2006 1 доллар США стоил 44,42 нгултрума, 1 рубль — 1,67 нгултрума. Инфляция в 2003 году составила 3 %. Налогом облагаются только доходы более 100 000 нгултрум в год. ВВП Бутана составляет примерно 2,9 миллиарда долларов в год.
Правительство Бутана официально не рассматривает ВВП, как мерило развития экономики, а ориентируется на показатель валового национального счастья (Gross National Happiness). Валовое национальное счастье рассматривается как ключевой элемент строительства экономики, которая бы согласовывалась с буддистскими духовными ценностями. Несмотря ни на что, правительство страны относится к данному показателю вполне прагматично: несколько раз в Бутане проводились международные конференции, на которые были приглашены многие западные экономисты (включая нобелевских лауреатов по экономике), с целью выработки методик расчёта ВНС на основе сочетания экономической ситуации в стране и удовлетворённости жизнью населения.
В Бутане практически отсутствует коррупция. В рейтинге Transparency International 2006 года Бутан занимает 32 место в мире по уровню коррупции, уступая в Азии лишь Сингапуру, Гонконгу, Макао и ОАЭ.

### Преимущества экономики
Выращивание кардамона, яблок, апельсинов и абрикосов для азиатского рынка. Рубка твёрдых сортов древесины на юге под строгим контролем. Большой гидроэнергетический потенциал.

### Слабые стороны экономики
Во многих отраслях общественного сектора — от дорожного строительства до образования — приходится использовать индийскую рабочую силу. Большинство населения живёт сельским хозяйством; из-за крутых горных склонов культивируется лишь малая площадь земель. Промышленность почти отсутствует. Мало природных ресурсов.

## Сельское хозяйство
Сельское хозяйство — важная отрасль в экономике Бутана. На сельское хозяйство приходится 22,3 % ВВП (2006 г.), однако в отрасли занято 63 % (2004 г.) занятого населения.

## Лесное хозяйство
До строительства гидроэлектростанций древесина была почти единственным источником топлива для отопления, приготовления пищи и освещения. Малочисленность населения и слабое развитие промышленности способствовало сохранению лесов. Правительство проводит природоохранную политику, что имеет решающее значение для окружающей среды.

## Транспорт и коммуникации

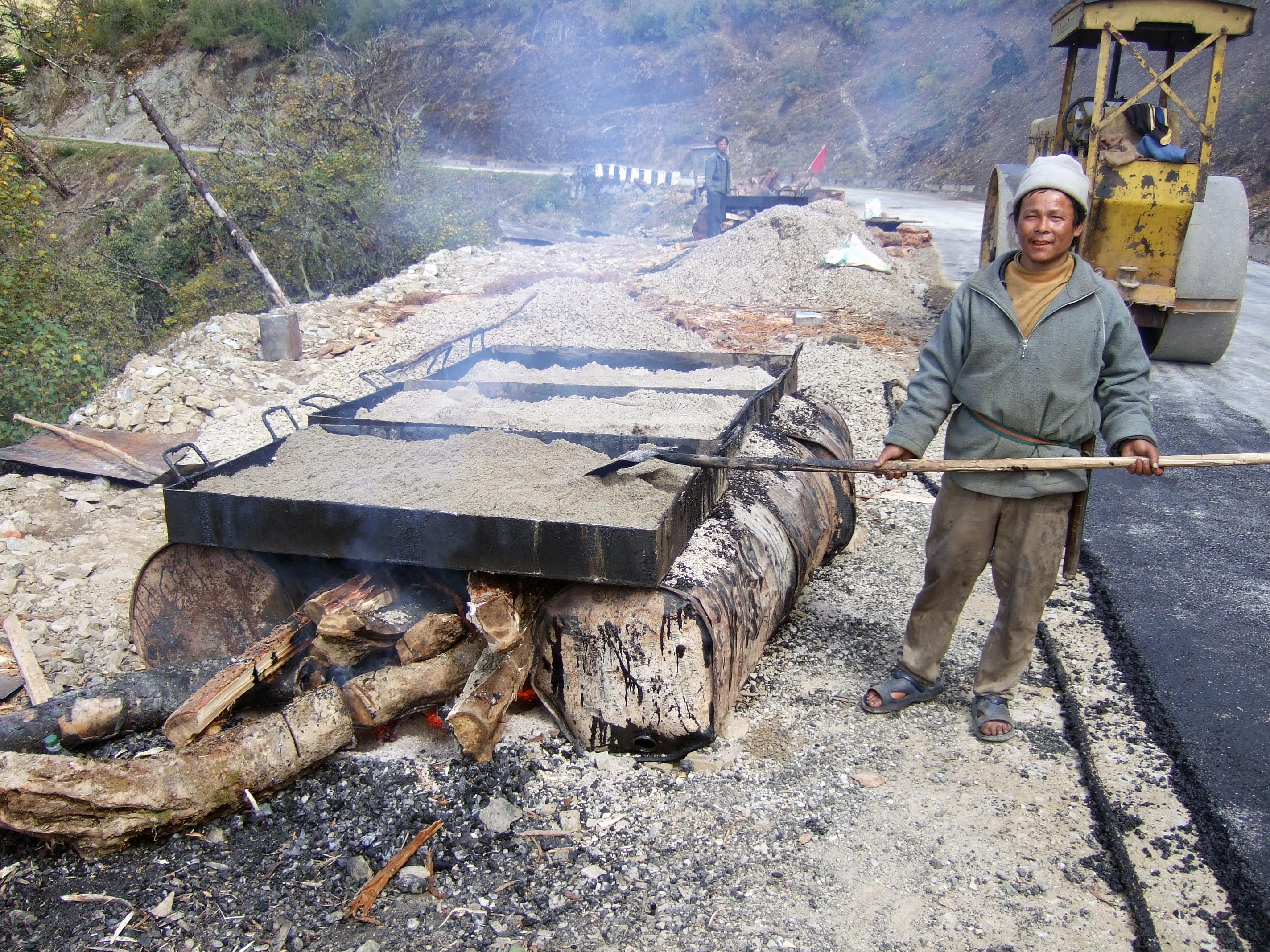
Строительство дороги в Бутане

Согласно официальной статистике в королевстве 4007 километров дорог и 426 мостов. В 2003 году было зарегистрировано 25000 транспортных средств. Железных дорог в стране нет. Но есть разработанный совместно с Индийскими железными дорогами план строительства железной дороги в южной части страны для включения Бутана в индийскую железнодорожную сеть.
Единственный международный аэропорт Паро (Paro (PBH)) (взлёт и посадка в котором считаются одними из наиболее сложных в мире) находится в одноимённом городе.

## Туризм
Туризм в Бутане до сих пор в значительной степени ограничен квотами на въезд иностранцев и высокими ценами на обслуживание туристов, установленными правительством. Иностранный турист, прибывающий в страну не с частным визитом, должен внести предоплату в размере 200 долларов (стандартная гостиница 3 звезды и группа не менее 4-х человек — http://butan.ru/ Архивная копия от 31 июля 2010 на Wayback Machine) на каждый день пребывания. Постепенно ограничения снимаются или ослабляются. Допускаются частные визиты сроком до двух недель. В 2005 Бутан посетило около 13000 человек.

## Доходы населения
На 2017 год минимальный размер оплаты труда составил 3750 Нгултрум в месяц, что составляет $58.55 долларов США.

## Криптовалюта
С 2022 года Бутан использует криптовалюту, в частности Биткойн, в качестве стратегического экономического ресурса. Правительство начало майнить криптовалюту, столкнувшись со снижением доходов от туризма, безработицей среди молодёжи (которая достигла 19 % в 2024 году) и растущей утечкой мозгов. Энергию для майнинга получают с помочью гидроэлектростанций, расположенных на горных реках. По состоянию на июль 2025 года блокчейн-аналитики оценивают запасы Биткойна королевства в более чем 1,3 миллиарда долларов. Также у Бутана есть 1,6 миллиона долларов в Ethereum и около тысячи долларов в других криптовалютах. Таким образом, стоимость всех криптоактивов составила почти половину ВВП государства. В 2023 году Бутан продал криптовалюту на 100 миллионов долларов, что позволило удвоить зарплаты государственных служащих, что, в свою очередь, привело к сокращению числа увольнений.